# エミリア・ロマーニャグランプリ
エミリア・ロマーニャグランプリ (英語: Emilia Romagna Grand Prix) は、2020年にイタリアのエミリア・ロマーニャ州のイモラ・サーキットで初開催されたF1レース。2006年まではサンマリノグランプリとして、同サーキットで26年間開催されていた。

## 概要
2020年、COVID-19のパンデミックにより、多くのレースがキャンセルとなりレースカレンダーを再編することになった。イモラ・サーキット側が中国GPの延期決定後にリバティ・メディアに代替候補地としての暫定的な申請書を提出した。財政や輸送など様々な調整が要するため、開催される可能性は低いとみられていたが、改訂版のカレンダーの候補に挙がったことから、2006年以来の開催に向け6月にF1開催に必要なFIAグレード1ライセンスを更新した。7月には14年ぶりにサーキットの所在地の州名をとり、「エミリア・ロマーニャGP」として開催されることが発表されたが、ポルトガルGPとの連戦で行われるため、同国最南端にあるポルティマンからイモラへの輸送に時間がかかることを考慮し、通常のレースフォーマットとは異なり、F1史上初めて当初から2日間（フリー走行は土曜日の1回のみ）開催されることが決まった。この年は既にイタリアGPとトスカーナGP（本GP同様、コロナ禍の影響により追加）が開催されていたため、イタリア国内で3レース目の開催となった。
当初は2020年のみの開催予定だったが、翌2021年も同様の理由により、第3戦として開催予定だった中国GPが延期（のちに中止）する方向となり、その代替開催地として浮上し、第2戦として4月に開催されることになった。
2022年も同様の理由で中国GPが中止となったため、第4戦として開催されることが決まり、同年3月に2025年までの開催契約が結ばれた。
2023年は5月21日に第6戦として開催予定であったが、エミリア・ロマーニャ州を襲った集中豪雨の影響により中止が発表された。
開催契約終了を迎えた2025年の時点で、開催を希望する国や地域の増加によりF1が検討しているローテーション開催（隔年開催）の候補に挙げられているが、F1から要求されているサーキットのアップグレードを全て行うことができず、イタリア政府やエミリア・ロマーニャ州、自治体からの公的支援を受けているものの開催継続には不十分な額であり、同年のレースでは過去最高となる24万2000人の観客を集めたが、2026年についてはスペインで2レースの開催（スペイングランプリが新設されるマドリンクに移り、同年まで契約が残っているカタロニア・サーキットでも開催）が決まったことから、開催カレンダーから外された。
イモラ・サーキットは2027年以降の開催再開に向け、かつて同サーキットで開催されていた「サンマリノグランプリ」の名称を復活させる構想を掲げ、サンマリノ政府と財政支援を含む協議を開始した。

## 過去のレース結果
| 年    | 決勝日   | ラウンド | サーキット | 勝者                       | コンストラクター         | 結果 |
| ----- | -------- | -------- | ---------- | -------------------------- | ------------------------ | ---- |
| 2020  | 11月01日 | 13       | イモラ     | ルイス・ハミルトン         | メルセデス               | 詳細 |
| 2021  | 04月18日 | 2        | イモラ     | マックス・フェルスタッペン | レッドブル-ホンダ        | 詳細 |
| 2022  | 04月24日 | 4        | イモラ     | マックス・フェルスタッペン | レッドブル-RBPT          | 詳細 |
| 2023  | 05月21日 | 6        | イモラ     | 集中豪雨の影響により中止   | 集中豪雨の影響により中止 | 詳細 |
| 2024  | 05月19日 | 7        | イモラ     | マックス・フェルスタッペン | レッドブル-ホンダ・RBPT  | 詳細 |
| 2025  | 05月18日 | 7        | イモラ     | マックス・フェルスタッペン | レッドブル-ホンダ・RBPT  | 詳細 |
| 出典: |          |          |            |                            |                          |      |

## 優勝回数

### ドライバー
| 回数  | ドライバー                 | 優勝年                 |
| ----- | -------------------------- | ---------------------- |
| 4     | マックス・フェルスタッペン | 2021, 2022, 2024, 2025 |
| 1     | ルイス・ハミルトン         | 2020                   |
| 出典: |                            |                        |

- 太字は2025年のF1世界選手権に参戦中のドライバー。

### コンストラクター
| 回数  | コンストラクター | 優勝年                 |
| ----- | ---------------- | ---------------------- |
| 4     | レッドブル       | 2021, 2022, 2024, 2025 |
| 1     | メルセデス       | 2020                   |
| 出典: |                  |                        |

- 太字は2025年のF1世界選手権に参戦中のコンストラクター。

### エンジン
| 回数  | メーカー     | 優勝年     |
| ----- | ------------ | ---------- |
| 2     | ホンダ・RBPT | 2024, 2025 |
| 1     | メルセデス   | 2020       |
| 1     | ホンダ       | 2021       |
| 1     | RBPT         | 2022       |
| 出典: |              |            |

- 太字は2025年のF1世界選手権に参戦中のメーカー。

1. 1 2 3  2022-2025年にホンダ・レーシング(HRC)が製造しているRBPT及びホンダ・RBPTと記録は別扱い。